# Лоутер, Алекс
Алекса́ндр Джоната́н Ло́утер (англ. Alexander Jonathan Lawther; род. 4 мая 1995) — британский актёр, наиболее известный по ролям в сериалах «Чёрное зеркало» и «Конец ***го мира», а также фильмам «Игра в имитацию», «Прощай, Кристофер Робин», «Переводчики» и «Цирк уродов».

## Биография

### Ранние годы
Лоутер родился в Питерсфилде, графство Гэмпшир, в семье адвокатов. Он является младшим из трёх детей. Его брат Кэмерон — продюсер, а сестра Элли работает в сфере государственной службы. По словам Лоутера, желание стать актёром к нему пришло вместе с необходимостью развлекать себя играми в детстве.
В 2009 году Лоутер, будучи членом драматического кружка в колледже Чёрчер, написал и поставил пьесу, в основу которой легла песня Сары Бареллис. Он также сыграл мистера Рэтти в постановке повести «Ветер в ивах».
Лоутер обучался актёрству в Национальном молодёжном театре и, прежде чем решил заняться актёрством профессионально, планировал изучать историю в Королевском колледже Лондона.

### Карьера
Лоутер дебютировал на профессиональной театральной сцене в возрасте 16 лет, во время фестиваля в Чичистере. Он исполнил роль Джона Блэкмора в постановке пьесы Дэвида Хэра «Саут-Даунс», после чего добился известности благодаря роли юного Алана Тьюринга в фильме «Игра в имитацию» (2014), принёсшей ему премию Лондонского кружка кинокритиков в категории «Молодой британский актёр года». В том же году он появился в подростковой драме «X+Y», получившей положительные отзывы критиков. В 2015 году Лоутер исполнил главную роль в романтической драме «Отбытие» .
В 2016 году Лоутер исполнил главную роль в эпизоде «Заткнись и танцуй» сериала-антологии «Чёрное зеркало». Актёрская работа Лоутера получила похвалу, однако сам эпизод был встречен критиками неоднозначно. В 2017 году Лоутер исполнил главную роль в сериале Netflix — «Конец ***го мира». Он также вернулся к своей роли во втором сезоне шоу.

### Взгляды и личная жизнь
Лоутер живёт в Париже и Лондоне. Он не использует социальные сети. Лоутер описывает свои политические взгляды как левые.
В июле 2020 года Лоутер подписал открытое письмо с требованием запретить репаративную терапию в Великобритании.

## Работы

### Фильмография
| Год       |     | Русское название                  | Оригинальное название                | Роль                              |
| --------- | --- | --------------------------------- | ------------------------------------ | --------------------------------- |
| 2010      | кор | Страх                             | The Fear                             | мальчик                           |
| 2013      | ф   | Бенджамин Бриттен: Мир и конфликт | Benjamin Britten: Peace and Conflict | Бенджамин Бриттен                 |
| 2014      | с   | Холби-Сити                        | Holby City                           | Фред Бамбер                       |
| 2014      | ф   | Игра в имитацию                   | The Imitation Game                   | молодой Алан Тьюринг              |
| 2014      | ф   | X+Y                               | X+Y                                  | Айзек Купер                       |
| 2015      | кор | Юссеф — трудный ребёнок           | Yussef Is Complicated                | Рори                              |
| 2015      | ф   | Отбытие                           | Departure                            | Эллиот                            |
| 2015      | тф  | Виртуоз                           | Virtuoso                             | Баттиста                          |
| 2016      | кор |                                   | Narrated By                          | Сэм Сиповиц                       |
| 2016      | с   | Чёрное зеркало: Заткнись и танцуй | Black Mirror: Shut Up and Dance      | Кенни                             |
| 2017      | ф   | Цирк уродов                       | Freak Show                           | Билли Блум                        |
| 2017      | ф   | Кровавая бойня: Поглощая прошлое  | Carnage: Swallowing the Past         | Джозеф                            |
| 2017      | ф   | Прощай, Кристофер Робин           | Goodbye Christopher Robin            | Кристофер Робин в возрасте 18 лет |
| 2017—2019 | с   | Конец ***го мира                  | The End of the F***ing World         | Джеймс                            |
| 2017      | ф   | Истории призраков                 | Ghost Stories                        | Саймон Рифкинд                    |
| 2017      | мтф | Говардс-Энд                       | Howards End                          | Тибби Шлегель                     |
| 2018      | ф   | Однокашники                       | Old Boys                             | Эмберсон                          |
| 2018      | кор | Мечта Алекса                      | Alex's Dream                         | Алекс Морин                       |
| 2019      | ф   | Переводчики                       | Les traducteurs                      | Алекс Гудмен                      |
| 2020      | кор | Искра                             | Spark                                | Тео                               |
| 2021      | ф   | Последняя дуэль                   | The Last Duel                        | Король Франции Карл VI            |
| 2021      | ф   | Французский вестник               | The French Dispatch                  | Моризо                            |
| 2021      | ф   | Уховёртка                         | Earwig                               | Лоренс                            |
| 2021—2023 | мс  | Остров летнего лагеря             | Summer Camp Island                   | друг Милдред                      |
| 2021—2022 | мс  | Дом совы                          | The Owl House                        | Филип Виттебейн                   |
| 2022      | мс  | Ллойд Мух                         | Lloyd of the Flies                   | Абакус Вудлауз                    |
| 2022      | ф   | Пациент X                         | Le patient                           | Бастьен                           |
| 2022      | кор | Самовар                           | Samovar                              | Антон                             |
| 2022      | с   | Андор                             | Andor                                | Карис Немик                       |
| 2023      | с   | Зачистка                          | The Cleaner                          | Шаман                             |
| 2025      | с   | Чужой: Земля                      | Alien: Earth                         | Джозеф Д. «Джо» Хермит            |
|           | с   | Альтруисты                        | The Altruists                        | Сэм Трабукко                      |

### Театр
| Год  | Русское название      | Оригинальное название  | Роль                | Площадка                          |
| ---- | --------------------- | ---------------------- | ------------------- | --------------------------------- |
| 2011 | Саут-Даунс            | South Downs            | Джон Блэкмор        | Театральный фестиваль в Чичистере |
| 2012 | Саут-Даунс            | South Downs            | Джон Блэкмор        | Театр Гарольда Пинтера            |
| 2013 | Линии излома          | Fault Lines            | Райан               | Театр Хэмпстед                    |
| 2014 | Стеклянный перекус    | The Glass Supper       | Джейми              | Театр Хэмпстед                    |
| 2015 | Битые ракушки и грязь | Crushed Shells and Mud | Дерек               | Саутворк Плейхаус                 |
| 2017 | Джунгли               | The Jungle             | Сэм                 | Театр Янг-Вик                     |
| 2018 | Джунгли               | The Jungle             | Сэм                 | Плейхаус                          |
| 2021 | Буря                  | The Tempest            | Калибан / Фердинанд | Буфф дю Нор                       |
| 2022 | Гамлет                | Hamlet                 | Гамлет              | Парк-авеню Армори                 |

### Радио
| Год  | Русское название        | Оригинальное название       | Роль            | Примечания                  |
| ---- | ----------------------- | --------------------------- | --------------- | --------------------------- |
| 2013 | Саут-Даунс              | South Downs                 | Джон Блэкмор    |                             |
| 2014 | Как правильно прощаться | How to Say Goodbye Properly | Tоби            |                             |
| 2014 | Раскачай меня, Амадей   | Rock Me Amadeus             | Чарли           |                             |
| 2014 | Кейзэлеты               | The Cazalets                | Роланд Кейзэлет |                             |
| 2015 | Упадок и разрушение     | Decline and Fall            | Питер           |                             |
| 2016 | Любовь на реабилитации  | Love in Recovery            | Джо             |                             |
| 2016 | Вжик-вжик               | Snip-snip                   | рассказчик      |                             |
| 2020 |                         | Murmurs                     | Ллойд           | Эпизод: «Man’s Best Friend» |

### Музыкальные видео
| Год  | Название                   | Артист          |
| ---- | -------------------------- | --------------- |
| 2020 | «The Key to Life on Earth» | Деклан Маккенна |

## Награды и номинации
| Год  | Премия / Фестиваль                                       | Категория                           | Работа           | Результат |
| ---- | -------------------------------------------------------- | ----------------------------------- | ---------------- | --------- |
| 2014 | Лондонский кинофестиваль                                 | Лучший британский дебютант          | Игра в имитацию  | Номинация |
| 2015 | Премия Лондонского кружка кинокритиков                   | Молодой британский актёр года       | Игра в имитацию  | Победа    |
| 2015 | Британский фестиваль кино в Динаре                       | Особое упоминание                   | Отбытие          | Победа    |
| 2018 | Премия «MTV Millennial Awards»                           | Убийственно крутой сериал           | Конец ***го мира | Победа    |
| 2018 | Премия Королевского телевизионного общества              | Лучшая драма                        | Конец ***го мира | Победа    |
| 2018 | Премия британской академии кино и телевизионных искусств | Драматический сериал                | Конец ***го мира | Номинация |
| 2018 | Премия британской академии кино и телевизионных искусств | Драматический сериал                | Говардс-Энд      | Номинация |
| 2018 | Южная Премия Искусств Неба Банка                         | ТВ-драма                            | Говардс-Энд      | Номинация |
| 2018 | Южная Премия Искусств Неба Банка                         | Театр                               | The Jungle       | Победа    |
| 2018 | Южная Премия Искусств Неба Банка                         | Прорыв                              |                  | Номинация |
| 2018 | Сараевский кинофестиваль                                 | Лучший фильм [арена для подростков] | Однокашники      | Победа    |